# Kjerkeberget
Kjerkeberget je kopec v Norsku, vysoký 631 metrů.
Je nejvyšším bodem města Oslo. Nachází se na hranici Osla a obce Lunnet v kraji Akershus. Kopec leží mezi jezery Sandungen na jihovýchodě a Katnosa na severozápadě.
Název pochází ze slov kjerke (nářeční výraz pro kostel) a berg (kopec). Je odvozen od tvaru kopce, který připomíná kostel.
Za druhé světové války zde působila odbojová organizace Milorg. Uskutečnil se zde 4. října 1942 seskok parašutistů, jimiž byli Tor Helliesen, Jan Allan, Ruben Larsen a Johannes S. Andersen. 